# Силва Сантос, Сидней
Сидне́й Си́лва Са́нтос (порт.-браз. Sidnney Silva Santos; 15 мая 2000, Жакобина) — бразильский футболист, защитник клуба «Левый берег».

## Биография
Родился в штате Баия, воспитанник одноимённого клуба. Тренировался с первой командой, выступавшей в бразильской серии А, однако выступал преимущественно за команду U-20 в молодёжном чемпионате Бразилии. До переезда в Украину защищал цвета нижнелиговой «Диадемы».
В начале февраля 2019 года подписал 4-летний контракт с «Рухом». Дебютировал в футболке винниковского клуба 5 апреля 2019 года в ничейном (2:2) домашнем поединке 21 тура Первой лиги против франковского «Прикарпатья». Сидней вышел на поле на 71-й минуте, заменив Даниила Кондракова. Всего в течение 2019 провёл за команду 14 матчей во всех турнирах и отличился двумя забитыми голами в выездных противостояниях с «Черкащиной» и «Авангардом», а в марте 2020 года был отдан в аренду в армянский «Арарат». Там футболист сыграл всего один матч за резервную команду во втором дивизионе. Вернувшись во Львов, в октябре 2020 года получил статус свободного агента.
В феврале 2024 года перешёл в столичный «Левый берег». Дебютировал за новый клуб 9 августа 2024 года в проигранном (0:3) домашнем поединке против «Ворсклы».